# Lý Tuấn (Thủy hử)
Lý Tuấn (chữ Hán: 李俊; bính âm: Lǐ Jùn), ngoại hiệu Hỗn Giang Long (chữ Hán: 混江龍; tiếng Anh: River Muddling Dragon; tiếng Việt: Rồng Quấy Sông) là một nhân vật hư cấu trong tiểu thuyết văn học cổ điển Trung Hoa Thủy Hử. Ở Lương Sơn Bạc, Lý Tuấn là đầu lĩnh thứ 26, được sao Thiên Thọ Tinh (chữ Hán: 天壽星; tiếng Anh: Longevity Star) chiếu mệnh..

## Xuất thân
Lý Tuấn sinh ra tại Lư Châu (chữ Hán: 蘆州; nay là Hợp Phì, An Huy). Ông cao tám thước, mắt sáng như sao, khuôn mặt đỏ với hàng ria mép mỏng và giọng nói sang sảng như đồng vang. Cực kỳ giỏi võ và bơi lội, lại quen thuộc sông nước, Lý Tuấn cùng người bán hàng rượu Lý Lập hành nghề cướp giật tại núi Yết Dương. Lý Tuấn thường giả dạng là lái đò trên sông Tầm Dương và cướp của khách khi đò giữa nơi sông nước. Lý Lập mở quán rượu dưới chân núi Yết Dương, gần bờ sông Tầm Dương và cướp của khách bằng cách bỏ thuốc mê trong rượu khách uống. Lý Tuấn, Lý Lập kết giao rất thân với anh em Đồng Uy, Đồng Mãnh tại núi Yết Dương.

## Gia nhập Lương Sơn Bạc

### Gặp gỡ Tống Giang
Khi Tống Giang phạm tội, bị đày sang Giang Châu (nay là Giang Tây), có đi qua khu núi Yết Dương cùng với hai công sai áp giải. Tại nơi đây, cả ba đã nghỉ chân ăn uống tại quán rượu của Lý Lập trước khi qua núi. Thấy Tống Giang nhiều của cải, Lý Lập đã đánh thuốc mê cả ba và đợi Lý Tuấn, Đồng Uy và Đồng Mãnh, trên đường đón làm quen Tống Giang tại chân núi Yết Dương đã vài hôm nhưng không gặp, về chuẩn bị làm thịt. May thay lúc đó, khi về đến quán rượu, Lý Tuấn nhận ra người bị đánh thuốc mê là một tội nhân với hình dáng giống Tống Giang. Đầy nghi ngờ, Lý Tuấn đã xem công văn và nhận ra Tống Giang, kịp chặn Lý Lập lại. Tống Giang được cứu và đã kết giao với Lý Tuấn, Lý Lập, Đồng Uy, Đồng Mãnh.
Sau khi chia tay Đồng Uy, Đồng Mãnh, Lý Tuấn và Lý Lập, Tống Giang vì giúp đỡ Tiết Vĩnh đã bị Trương Hoành, Mục Hoằng, Mục Xuân truy đuổi và bắt trên sông Tầm Dương. Lý Tuấn, cùng Đồng Uy, Đồng Mãnh một lần nữa, đã cứu thoát Tống Giang khi gặp và tiết lộ với Trương Hoành về người đang bị bắt là Tống Công Minh.
Tại Giang Châu, khi Tống Giang bị giam và xử chém vì đề phản thi ở gác Tầm Dương trong lúc say, Lý Tuấn đã tham gia vào trận cướp pháp trường Giang Châu, giải cứu thành công Tống Giang và Đới Tung. Sau trận này, Lý Tuấn cùng những người khác đã theo về và gia nhập Lương Sơn Bạc.

### Chức vụ
Khi phân định ngôi thứ ở Lương Sơn Bạc, Lý Tuấn xếp thứ 26 trong 108 vị đầu lĩnh Lương Sơn Bạc, giữ chức Thủy quân đầu lĩnh.

## Sau khi chiêu an và làm quan tạiXiêm La
Sau khi nhận chiêu an, Lý Tuấn cùng các đầu lĩnh Lương Sơn Bạc tham gia các chiến dịch bình quân Liêu và các lực lượng khác chống đối triều đình nhà Tống. Lý Tuấn đã đóng góp rất nhiều công lao trong chiến dịch bình Phương Lạp.
Trong trận đánh thành Thái Nguyên (nay thuộc Thái Nguyên, Sơn Tây) do quân Phương Lạp trấn giữ, Lý Tuấn cùng anh em họ Trương, họ Nguyễn đã lợi dụng cơn lũ sau đợt mưa to, tháo nước ở sông Tấn Thủy cho chảy vào nhận chìm và hạ thành Thái Nguyên.
Trong trận đánh cuối cùng với quân Phương Lạp tại thành Tô Châu, Lý Tuấn cùng với anh em Đồng Uy, Đồng Mãnh đi thuyền con vào Thái Hồ. Tại đây, Lý Tuấn đã kết nghĩa với nhóm lạc thảo (cướp) Phí Bảo. Nhờ việc này, Lý Tuấn đã thực hiện được những hoạt động gián điệp tại thành Tô Châu và góp phần lớn vào công cuộc hạ thành Tô Châu và chấm dứt chiến dịch bình Phương Lạp của các đầu lĩnh Lương Sơn Bạc.
Là một trong số ít các đầu lĩnh Lương Sơn Bạc sống sót trở về từ chiến dịch bình Phương Lạp, nghe theo lời khuyên của Phí Bảo, Lý Tuấn cùng Đồng Uy, Đồng Mãnh không ra làm quan. Lý Tuấn đã giả vờ bệnh trên đường về kinh nhận thưởng. Đồng Mãnh, Đồng Uy xin phép được ở lại chăm sóc Lý Tuấn. Cả ba đã dong thuyền từ cảng Thái Thương xuất dương sang Xiêm La. Lý Tuấn sau làm quan Xiêm La với 2 anh em Đồng Mãnh, Đồng Uy là những vị quan lớn tại nước này.